# Distretto di Huarmey
Il distretto di Huarmey è un distretto del Perù nella provincia di Huarmey (regione di Ancash) con 21.666 abitanti al censimento 2007 dei quali 18.361 urbani e 3.305 rurali.
È stato istituito fin dall'indipendenza del Perù.